# Kirk Whalum
Kirk Whalum (Memphis, Tennessee, 11 de julio de 1958) es un músico estadounidense de smooth jazz, saxofonista y flautista. Ha sido propuesto como coandidato a los Premios Grammy 12 veces, y en una de esas ocasiones, en el 2011, obtuvo el premio a la "Mejor canción de gospel" por It’s What I Do, con Lalah Hathaway. 

## Historial
Estudió en la Melrose High School y en la Texas Southern University, donde formó parte de la "Ocean of Soul Marching Band". Además de cantar en el coro de la iglesia de su padre, Whalum aprendió también de su abuela, Thelma Twigg Whalum, profesora de piano, y de dos tíos, Wendell Whalum y Hugh "Peanuts" Whalum, que tocaban en bandas de jazz locales. En relación con estas influencias, en una entrevista de John H. Johnson para la revista "Ebony Man", en 1994, "La música que me gusta tocar y escribir reúne los cuatro elementos con los que crecí: R&B de Memphis, gospel, rock, y jazz".
En 1986, tocó con Jean Michel Jarre en varias giras de grandes conciertos. En estos conciertos, tocaba cada noche Last Rendez-Vous, también conocida como Ron's Piece, en homenaje a un amigo común de Jarre y Whalum, el saxofonista y astronauta  Ron McNair, que murió en el Desastre de la Challenger. Según estaba previsto, como parte de esta misión, McNair debía haber tocado desde el espacio este tema en conexión con los conciertos.
En los años 1990, trabajó, tanto en conciertos como en grabaciones, con artistas como Whitney Houston, Willie Norwood, Babyface, Nancy Wilson, Yolanda Adams, Take 6, BeBe & CeCe Winans, Barbra Streisand, Kirk Franklin, Edwin Hawkins, Quincy Jones, Kevin Mahogany, Al Green, y Luther Vandross. También trabajó en numerosas bandas sonoras, incluidas las de The Prince of Tides, Boyz n the Hood, El guardaespaldas, Grand Canyon, y Cousins.
En 2005 Whalum grabó Babyface Songbook, con el icono del R&B Babyface. Recientemente ha trabajado con otros músicos destacados del smooth jazz, como el trompetista Rick Braun, el saxo soprano Dave Koz, y los guitarristas Norman Brown y Chuck Loeb, entre otros.

## Vida personal
Whalum está casado y tiene cuatro hijos: Kyle, Courtney, Kori y Evan.
Whalum se convirtió al catolicismo en 2022, después de haber servido durante años como ministro protestante. También ha sido peluquero voluntario en una casa de Trabajadores Católicos en Memphis.